# Поноћна миса (мини-серија)
Поноћна миса (енгл. Midnight Mass) америчка је хорор мини-серија коју је створио и режирао Мајк Фланаган за Netflix. Приказана је 24. септембра 2021. године. Радња се усредсређује на малу острвску заједницу која доживљава натприродне догађаје након доласка тајанственог свештеника.

## Премиса
Младић се враћа у своју изоловану домовину на острву Крокет, надајући се да ће наставити свој живот пошто је одлежао четири године у затвору јер је убио девојку током вожње у пијаном стању. Он стиже у исто време кад и тајанствени, харизматични млади свештеник, који почиње да обнавља веру на острву. Међутим, поделе у заједници погоршавају се свештениковим делима, док се тајанствени догађаји дешавају у све већем броју.

## Улоге
Улоге у серији Поноћна миса тумаче:
| Глумац           | Улога          |
| ---------------- | -------------- |
| Зак Гилфорд      | Рајли Флин     |
| Хејмиш Линклатер | Пол Хил        |
| Кејт Сигел       | Ерин Грин      |
| Кристин Лејман   | Ени Флин       |
| Саманта Слојан   | Бев Кин        |
| Игби Ригни       | Ворен Флин     |
| Рахул Коли       | шериф Хасан    |
| Анара Сајмон     | Лиза Скарборо  |
| Анабет Гиш       | др Сара Ганинг |
| Алекс Есое       | Милдред Ганинг |
| Рахул Абури      | Али Хасан      |
| Мет Бидел        | Стерџ          |
| Едвард Труко     | Вејд Скарборо  |
| Кристал Балинт   | Доли Скарборо  |
| Луис Оливер      | Укер           |
| Хенри Томас      | Ед Флин        |
| Роберт Лонгстрит | Џо Коли        |
| Карла Гуџино     | судија         |
| Квинтон Бојсклер | анђео          |
| Ебони Бут        | Тара-Бет       |
| Џон К. Макдоналд | Боул           |

## Епизоде
Наслов сваке епизоде је књига у Библији. Свака епизода садржи сцену која се односи на библијску књигу.
| Бр. еп. | Наслов                    | Редитељ       | Сценариста                                 | Премијера           |
| --- | ------------------------- | ------------- | ------------------------------------------ | ------------------- |
| 1 | књига: Постанак           | Мајк Фланаган | Мајк Фланаган                              | 24. септембар 2021. |
| Рајли Флин се враћа дисфункционалној породици, познатим лицима и новом свештенику у цркви Светог Патрика. Над острвом се надвија мрачна олуја.                |                           |               |                                            |                     |
| 2 | књига: Псалми             | Мајк Фланаган | Мајк Фланаган, Џејмс Фланаган и Илан Гејл  | 24. септембар 2021. |
| Након олује на обали се појави узнемирујуће предсказање. Кад се мештани окупе на дружењу долази до трагедије, али се догоди и чудо.                           |                           |               |                                            |                     |
| 3 | књига: Приче Соломонове   | Мајк Фланаган | Мајк Фланаган и Џејмс Фланаган             | 24. септембар 2021. |
| Чудесни догађаји збуњују мештане. Лиза оде у важну посету Џоу. Шокантно признање открије што се заиста догодило монсињору Пруиту.                             |                           |               |                                            |                     |
| 4 | књига: Плач Јеремијин     | Мајк Фланаган | Мајк Фланаган и Дани Паркер                | 24. септембар 2021. |
| Ерин се узруја након вести коју добије и обраћа се Рајлију. Отац Пол почне осећати узнемирујуће нуспојаве. Бев дође до запањујућег открића.                   |                           |               |                                            |                     |
| 5 | књига: Јеванђеље          | Мајк Фланаган | Мајк Фланаган и Џејмс Фланаган             | 24. септембар 2021. |
| Док се град припрема за церемонију Великог петка, шериф Хасан прими неколико пријава несталих особа. Да би заштитио Ерин, Рајли износи истину на светло дана. |                           |               |                                            |                     |
| 6 | књига: Дела апостолска    | Мајк Фланаган | Мајк Фланаган, Џејмс Фланаган и Џеф Хауард | 24. септембар 2021. |
| Током вечери васкршњег бдења, Бев горљиво зазива веру. Сара открива резултате узнемирујућег експеримента и једну отрежњавајућу хипотезу.                      |                           |               |                                            |                     |
| 7 | књига: Откривење Јованово | Мајк Фланаган | Мајк Фланаган                              | 24. септембар 2021. |
| Ноћ се спушта на острво Крокет док се уско повезана група бунтовника склања на место где могу сковати план да укроте хаос.                                    |                           |               |                                            |                     |